# Alfred Larsen
Alfred Waldemar Garmann Larsen (Oslo, 24 de noviembre de 1863-Oslo, 10 de septiembre de 1950) fue un deportista noruego que compitió en vela en la clase 12 Metre. Fue padre del también regatista Petter Larsen.
Participó en los Juegos Olímpicos de Estocolmo 1912, obteniendo una medalla de oro en la clase 12 Metre.

## Palmarés internacional
| Juegos Olímpicos | Juegos Olímpicos   | Juegos Olímpicos | Juegos Olímpicos |
| Año              | Lugar              | Medalla          | Clase            |
| ---------------- | ------------------ | ---------------- | ---------------- |
| 1912             | Estocolmo (Suecia) | Medalla de oro   | 12 Metre         |